# Johann Adam Möhler
Pour les articles homonymes, voir Mohler.
Johann Adam Möhler (né le 6 mai 1796 à Igersheim, Duché de Wurtemberg ; mort le 12 avril 1838 à Munich) est un historien et un théologien catholique allemand. Il est avec Johann Sebastian Drey un des principaux représentants de l’école théologique de Tübingen. Son œuvre est aujourd’hui considérée comme une ouverture à l'œcuménisme et un renouveau de l'ecclésiologie, préparant plus d’un siècle à l’avance le concile Vatican II.

## Biographie
Après des études de philosophie et de théologie à Ellwangen et à l’Université de Tübingen de 1815 à 1819, où il est notamment l’élève de Johann Sebastian Drey, il est ordonné prêtre en septembre 1819. Il complète sa formation par un séjour à Berlin et dans d'autres facultés protestantes (1822-1823). Retourné à Tübingen, il se spécialise en patristique et enseigne l'histoire de l'Église (privatdozent en 1825, professeur extraordinaire en 1826 et professeur ordinaire en 1828). Il poursuit à Munich de 1835 à 1838.
Ses cours attirent un large public, dont de nombreux protestants. Son œuvre la plus célèbre, La symbolique (1832), suscite à l’époque des débats et des controverses tant parmi les catholiques que chez les protestants, et provoque notamment trois réponses d'une importance considérable, celles de FC Baur, PK Marheineke et KI Nitzsch.

## Pensée
La pensée de Möhler marque un retour aux sources patristiques de la théologie, une conception historique de la Révélation, une ouverture à la pensée de son temps et aux doctrines des autres confessions chrétiennes. Il voit l'Église comme un organisme vivant, animé par l'Esprit saint, prolongeant le mystère de l'Incarnation (et non d’abord comme une société juridique). En faisant de l'unité le principe organique et le fondement de l'Église, il aborde la question des différences confessionnelles dans un esprit nouveau.
Il est considéré aujourd’hui comme un précurseur de l’ecclésiologie de Vatican II et un des pères de l'œcuménisme moderne. Il a influencé plusieurs théologiens du XXe siècle, dont Yves Congar, Henri de Lubac, Joseph Ratzinger.

## Œuvres
- Die Einheit in der Kirche oder das Princip des Katholicismus, Tübingen, 1825
- L'Unité dans l'Église ou Du Principe du catholicisme, Bruxelles, 1839
- Athanasius der Große und die Kirche seiner Zeit im Kampf mit dem Arianismus, 2 vols., Mayence, 1827
- Athanase-le-Grand et l'Église de son temps en lutte avec l'arianisme (Tomes 1 à 3), Paris, 1840
- Symbolik, oder Darstellung der dogmatischen Gegensätze der Katholiken u. Protestanten nach ihren öffentlichen Bekenntnissschriften, Mayence, 1832, 8e éd., 1871-1872
- Neue Untersuchungen der Lehrgegensätze zwischen den Katholiken u. Protestanten, 1834
- La Symbolique, Paris, 1859
- Gesammelte Schriften u. Aufsatze, publié par Döllinger, Regensburg, 1839
- Patrologie oder christliche Litterärgeschichte, éd. Franz Xaver Reithmayr, Regensburg 1839
- La Patrologie, ou Histoire littéraire des trois premiers siècles de l'Église chrétienne, Paris, 1840
- Vorlesungen über Kirchengeschichte, Hg. Reinhold Rieger, Munich, 1992